# Forstfeld (Kassel)
Forstfeld, Kassel-Forstfeld – okręg administracyjny Kassel, w Niemczech, w kraju związkowym Hesja. W 2015 roku okręg liczył 6989 mieszkańców.